# Darwin Peña
Darwin Peña Arce (ur. 8 sierpnia 1977 w Santa Cruz) – boliwijski piłkarz występujący na pozycji pomocnika. Zawodnik klubu Aurora.

## Kariera klubowa
Peña zawodową karierę rozpoczynał w 1995 roku w zespole Bolívar. W 1996 oraz w 1997 roku zdobył z nim mistrzostwo Boliwii. Na sezon 1999 został wypożyczony do Realu Potosí. Potem wrócił do Bolívaru, gdzie spędził jeszcze jeden sezon. W 2001 roku podpisał kontrakt z Realem Potosí i tym razem jego barwy reprezentował przez 3 sezony.
W 2004 roku Peña odszedł do Oriente Petrolero. W tym samym roku zdobył z nim mistrzostwo fazy Clausura. W 2005 roku został graczem ekipy Blooming, z którą w tym samym roku wywalczył mistrzostwo fazy Apertura. W 2006 roku wrócił do Realu Potosí. W 2007 roku zdobył z nim mistrzostwo fazy Apertura.
W sezonie 2008 grał dla CD San José, a w 2009 roku po raz kolejny został graczem Realu Potosí. W 2010 roku przeszedł do The Strongest, a w 2011 roku do Aurory. Zadebiutował tam 16 stycznia 2011 roku w zremisowanym 1:1 meczu rozgrywek boliwijskiej ekstraklasy z CD San José.

## Kariera reprezentacyjna
W reprezentacji Boliwii Peña zadebiutował w 1999 roku. W 2007 roku został powołany do kadry na Copa América. Na tamtym turnieju, zakończonym przez Boliwię na fazie grupowej, zagrał w meczach z Wenezuelą (2:2) i Urugwajem (0:1).